# Ганс Лемке
Ганс Лемке (нім. Hans Lemcke; 9 грудня 1918, Прагсдорф — 3 лютого 1945, Ла-Манш) — німецький офіцер-підводник, капітан-лейтенант крігсмаріне.

## Біографія
3 квітня 1937 року вступив на флот. З квітня 1939 року служив на есмінці «Ріхард Байцен». В червні 1940 року відряджений в люфтваффе. З липня 1943 по січень 1944 року пройшов курс підводника, в січні-травні — курс командира підводного човна. З 18 липня 1944 року — командир підводного човна U-327, на якому здійснив 3 походи (разом 12 днів у морі). 3 лютого 1945 року U-327 був потоплений глибинними бомбами британських кораблів «Лабуан», «Лох Фада» і «Вайлд Гус». Всі 46 членів екіпажу загинули.

## Звання
- Кандидат в офіцери (3 квітня 1937)
- Морський кадет (21 вересня 1937)
- Фенріх-цур-зее (1 травня 1938)
- Оберфенріх-цур-зее (1 липня 1939)
- Лейтенант-цур-зее (1 серпня 1939)
- Оберлейтенант-цур-зее (1 вересня 1941)
- Капітан-лейтенант (1 липня 1944)